# Communität Christusbruderschaft Selbitz
Die Communität Christusbruderschaft Selbitz ist eine Kommunität innerhalb der Evangelisch-Lutherischen Kirche in Bayern.

## Geschichte
Die Gemeinschaft wurde offiziell am 1. Januar 1949 durch Pfarrer Walter Hümmer (1909–1972) und seine Frau Hanna (1910–1977) in Schwarzenbach an der Saale gegründet. Das eigentliche Gründungsdatum aber ist Karfreitag 1948, da sich an diesem Tag ein Kreis zusammenfand, der beschloss, verbindlicher miteinander zu leben und sich zu einem bescheidenen Lebensstil zu verpflichten.
Die Christusbruderschaft Selbitz hat ihr Zentrum auf dem Wildenberg in Selbitz (Oberfranken) und zählt 95 Schwestern, zwei Brüder und eine sogenannte Tertiärgemeinschaft von 113 verheirateten und alleinlebenden Personen (Stand 2022). Zweigstellen der Gemeinschaft befinden sich im „Hof Birkensee“ bei Nürnberg, auf dem Petersberg bei Halle (Saale) und in der Lutherstadt Wittenberg. Einige Schwestern leben in kleinen sogenannten „Stadtkonventen“ in Bayreuth, München, Leipzig und Augsburg. 
Nach dem Tod der Gründer kam es zu Auseinandersetzungen über die Struktur, Ausrichtung und Leitung der Gemeinschaft. In der Konsequenz verließen 1984 21 Geschwister die Christusbruderschaft Selbitz und gründeten die Christusbruderschaft Falkenstein. 

## Leitung
Im April 2018 löste in Selbitz Schwester Birgit-Marie Henniger die bisherige Priorin der Communität, Schwester Anna-Maria aus der Wiesche, nach 18 Jahren ab.

## Bauliches Ensemble in Selbitz
Das bauliche Ensemble auf dem Wildenberg in Selbitz liegt in Hanglage erhöht über dem Ort Selbitz am Waldrand und umfasst im Wesentlichen drei Gebäudekomplexe: das Ordenshaus (früher Mutterhaus genannt), das Gästehaus („Haus der Begegnung und Einkehr“), sowie das Walter-Hümmer-Haus (Alten- und Pflegeheim der Communität). Während das alte Ordenshaus eine klassische vierflügelige Anlage darstellt (um einen rechteckigen Innenhof gruppiert), die ein wenig an traditionelle Klosterarchitektur erinnert (allerdings ohne Kreuzgang), handelt es sich bei den anderen beiden Gebäudekomplexen und dem Erweiterungsbau des Ordenshauses um sehr prägnante Bauten der Nachkriegsmoderne, in denen das Material Schiefer vielfach Verwendung findet.
Prägend für das Gesamtensemble sind insbesondere die expressiven Dachlandschaften des Gästehauses und des Erweiterungsbaus des Ordenshauses. Sie setzen sich aus versetzten und ineinander verschränkten Pultdächern zusammen.

## Mitglieder
- Schwester Nicole Grochowina (* 1972), Historikerin, ab 2024 Mitglied des Rates der Evangelischen Kirche in Deutschland.